# Juki Kaori
Juki Kaori (由貴 香織里; Hepburn: Yuki Kaori; Tokió, ? december 18.–) japán mangaművész (mangaka).
Első munkáját, a Nacufuku no Eri-t a Hana to Jume című sódzsomanga-magazin tehetségkutató versenyére készítette. Hűséges maradt a magazinhoz és 1987 és 1993 között számos rövid története jelent meg benne. Ezek a történetek később kötet formájában is megjelentek: Kaine ~die to live no endorphin~, Zankoku na Dóva Tacsi, Szareki Ókoku címmel. 1992 és 1994 között Hakusaku Cain sorozatán dolgozott, majd megszakította azt, hogy az Angyalok menedéke című, 20 kötetet felölelő sorozatán dolgozhasson, amit 2000 őszén fejezett be. Ezután folytatta Hakusaku Cain sorozatát egészen 2004-ig, de már God Child cím alatt. 2005-ben kezdte el új sorozatát, a Jószei Hjóhont.
A Juki Kaori művésznév, eredetileg Minasze Eri akart lenni, végül azonban Szaitó Juki (斉藤 由貴) színésznő nevéből vette a Juki Kao alakot, amelyhez hozzátette a ri írásjegyet.
Juki Kaori készítette a 2001. április 26-án megjelent Meine Liebe (マイネリーベ) című Game Boy Advanced videójáték karakterdizájnját. A játékból később anime és manga is készült.

## Stílusa
Mangái általában sötét hangulatúak és a goth stílust képviselik, rajzait nagyfokú kidolgozottság jellemzi. Történeteiben gyakran jelennek meg szélsőséges, olykor perverz hajlamú karakterek, akik nem feltétlenül negatív szereplők. Műveit mély érzelmi töltés, filozófiai, erkölcsi vagy éppen teológiai tételek átértékelése, újragondolása jellemzi. Mangáira nyugati folklórelemek, mesék és történetek voltak hatással, melyek szerinte jobban izgatják a japán olvasók fantáziáját mint a japán mitológia.

## Válogatott művei

### Angyalok menedéke
(天使禁猟区; Hepburn: Tenshi Kinryōku, ’Tensi Kinrjóku’)
A történet főhőse Mudó Szecuna, középiskolás diák Tokióban. Szülei elváltak, őt apja, míg húgát, Szarát pedig anyja neveli. Szecuna gyakran keveredik verekedésbe az iskolában, mivel igencsak kilóg a sorból barna hajával (édesanyja angol), bár ez többnyire csak ürügy. Szara nagyon ragaszkodik Szecunához, ő viszont megpróbálja elkerülni a találkozást vele, mivel mardossa a lelkiismeret amiért szerelmes belé. Ráadásul újabban fura alakok tűnnek fel körülötte akik azt állítják, hogy ő egy bukott angyal, Alexiel reinkarnációja, a messiás. Közben pedig kiderül, hogy Szara sem közömbös bátya iránt, és hogy Szecuna legjobb barátja, Kira Szakuja sem az akinek eddig hitte.
A 20 kötetes mangából egy 3 részes OVA sorozat, valamint több dráma CD is készült. Magyarul a Delta Vision adott ki köteteket.

### Jószei Hjóhon
(妖精標本; Jószei Hjóhon; Hepburn: Yōsei Hyōhon, ’Fairy Cube’; Tündérkocka)
A manga főhőse Haszumi Ian, egy szőke középiskolás fiú akit mindenki csak „hazug Ian” néven emleget. Ian tündéreket és más, mesés teremtményeket lát maga és mások körül, de persze senki sem hisz neki. A legkülönösebb azonban, hogy látja saját maga másik énjét, egy fiút akit Tokagének hívnak. Közben titokzatos gyilkosságok tartják rettegésben a várost. Egy nap Ian szemtanúja lesz amint a „tündérgyilkosságok” legújabb áldozatának táskájából egy titokzatos férfi kivesz valamit. A férfi később egy üvegkockának látszó tárgyat ajándékoz Iannak, akinek azonban fogalma sincs mit is rejt magában a kocka.

### Sónen Zanzó
(少年残像; Hepburn: Shōnen Zanzō, ’Boy's Next Door’)
A történet egy sorozatgyilkos tanár, és egy kiskorú prostituált szerelméről szól, akik mindketten a megváltást keresik.

### Hakusaku Kain
(伯爵カイン; Hepburn: Hakushaku Kain, ’Earl Cain’)
A viktoriánus Angliában járunk a XIX. században. A történet hőse Cain C. Hargreaves, a 17 éves gróf. Cain magányosan él, egyetlen barátja, akit a családjának nevezhet, Riff, az inas. Később beköltözik hozzá féltestvére, Merryweather, akivel a ház hangulata is derűsebbé válik. Cain folyamatosan rejtélyes halálesetekkel találja szembe magát, amiket persze fel is kell derítenie. Ezen kívül a gróf különös szenvedélynek hódol: mérgeket gyűjt.
A mangából dráma CD is készült.

### Kaine ~die to live no endorphin~
(戒音 dieとliveの脳内麻薬物質, ’Kaine’)
Kaine híres rocksztár, az Endorpines frontembere. Ő és ikertestvére Sinogu autóbalesetet szenvednek, mely során Kaine életét veszti. Az együttes kapzsi menedzsere azonban nem akarja elveszíteni az „aranytojást tojó tyúkot”. Kainét mint Sinogut hamvasztatja el, Sinogut pedig kényszeríti, hogy vegye át testvére életét.

### Jorugata Aidzsin Szenmonten – Blood Hound-DX
(夜型愛人専門店－ブラッドハウンド－ＤＸ; Véreb; Hepburn: Yorugata Aijin Senmonten- Buraddohaundo Derakkusu, ’Blood Hound’)
Egyre nő azoknak a diáklányoknak a száma akiknek nyomuk vész. Amikor az egyik eltűnt lány holtteste előkerül és abban egy csepp vért sem találnak, az emberek „vámpír-gyilkosságról” kezdenek beszélni. Az eltűnt lányok között van Rion egyik barátnője is, aki még eltűnése előtt egy térképet adott Rionnak. A térkép Riont egy „Krankenhaus” nevű privát, hölgyek számára fenntartott szórakozóhelyre vezeti ahol a vámpírokat sejti. A rajtaütés során azonban csak annyit ér el, hogy sikerül összetörnie egy, a zsebpénzét igencsak meghaladó árú pezsgőt. Mivel nem tudja kifizetni, le kell dolgoznia az árát, ami remek lehetőség számára a további nyomozáshoz.
A mangából egy élőszereplős sorozat is készült, The Vampire Gigolo (ヴァンパイアホスト) címmel.

### Nedzsi
(戒音; Hepburn: Neji, ’Screw’)
Nedzsi hibernálásból ébred egy számára teljesen idegen világban. Az egyetlen amire emlékszik, egy szintén újraélesztett lány arca. Azok aki felébresztették a lánnyal zsarolják őt, mert fegyverként akarják használni Nedzsit, aki pusztán a gondolatai erejével képes ölni. Nedzsi nehéz döntést kényszerül meghozni.

### Zankoku na Dóva Tacsi
(残酷な童話たちC; Hepburn: Zankoku na Douwa-tachi, ’Cruel Fairytales’)
Julian tizenegy éve eltűnt húgát keresi. Még nagyon fiatalok voltak, és Julian csak arra emlékszik, hogy húgának szőke haja és kék szeme volt. Azóta meghív minden hasonló korú szőke és kék szemű lányt a kastélyába, hátha így megtalálja őt. Ám az ódon kastély ennél sötétebb titkokat is rejt.

### Ludwig Kakumei
(ルードヴィッヒ革命, ’Ludwig Revolution’)
Ludwig herceg azt a parancsot kapta apjától, hogy keressen magának feleséget. Szolgájával, Wilhelmmel ezért elindulnak menyasszonyt keresni. Útjuk során klasszikus Grimm történetek elevenednek meg (Hófehérke, Piroska és a farkas, Csipkerózsika, Kékszakáll) kicsit más formában.

### Szareki Ókoku
(砂礫王国; Hepburn: Sareki Oukoku, ’Gravel Kingdom’)
Az Idő Királyságát az a veszély fenyegeti, hogy elnyeli a végtelen sivatag homokja, mint megannyi más királyságot is. Kirameki herceget nyolc évvel ezelőtt támadta meg először Szaga, egy homokdémon, aki most visszatért, hogy bosszút álljon a királyon anyja haláláért és pusztulással fenyegeti az egész királyságot. Kira feladata, hogy szembeszálljon a halálos ellenséggel, és megóvja népét.

### Dódzsinsik
Juki Kaori négy dódzsinsit írt Luca írói álnév alatt. A Szaisu Gensó volt az első (1990), mely a Final Fantasy 2 világában játszódik. A második 1992-ben jelent meg Red Wings címmel a Final Fantasy 4 témakörében. A harmadik, a Kotto Teien, Final Fantasy 3-átdolgozás melyet 1995-ben adtak ki. A negyedik, a Die, 1995-ben készült.

## Megjelenések
| Év        | Cím | Kötet                                                                                                  | Év             |
| --------- | --- | --- | -------------- |
| 1987      | Nacufuku no Eri When a Heart Beats | Hakusaku Cain #3 Sónen Zanzó (Boy’s next door)                                                         | 1994 1998      |
| 1988      | Devil Inside Tokei Dzsikake no Orange Bakudan | Sónen Zanzó (Boy’s next door) Kaine                                                                    | 1998 1996      |
| 1989      | Tokyo Top | Kaine                                                                                                  | 1996           |
| 1990      | Magical Mystery Tour Dzsikan o Tometa Sónen Tacsi | Kaine Hakusaku Cain #1                                                                                 | 1996 1992      |
| 1991      | Sonotoki Tina va Kako o Mita Butaiura no Mage Blanche Double | Zankoku na Dóva Tacsi Hakusaku Cain #1                                                                 | 1993 1992      |
| 1992      | Hakusaku Cain #1 (Vasurerareta Juliette) Nedzsi (act 1) Stonehenge Zankoku na Dóva Tacsi                                                                                               | Hakusaku Cain #1 Nedzsi Szareki Ókoku Zankoku na Dóva Tacsi                                            | 1992 2001 1993 |
| 1993      | Hakusaku Cain #2 (Sónen no Fukaszuru Oto) Nedzsi (act 2) Szareki Ókoku | Hakusaku Cain #2 Nedzsi Szareki Ókoku                                                                  | 1994 2001 1993 |
| 1994      | Hakusaku Cain #3 Hakusaku Cain #4 | Hakushku Cain #3 Hakusaku Cain #4 1. rész Hakusaku Cain #4 2. rész                                     | 1994           |
| 1995      | Angyalok menedéke #1 – #4 | Angyalok menedéke #1 – #4                                                                              | 1995           |
| 1996      | Angyalok menedéke #5 – #6 Kaine | Angyalok menedéke #5 – #6 Kaine                                                                        | 1996           |
| 1997      | Angyalok menedéke #7 – #9 Sónen Zanzó | Angyalok menedéke #7 – #9 Sónen Zanzó                                                                  | 1997 1998      |
| 1998      | Angyalok menedéke #10 – #13 | Angyalok menedéke #10 – #13                                                                            | 1998           |
| 1999      | Angyalok menedéke #14, #15 Ludwig Kakumei 1 (Hófehérke) Ludwig Kakumei 2 (Piroska és a farkas)                                                                                         | Angyalok menedéke #14, #15 Ludwig Kakumei                                                              | 1999 2004      |
| 2000      | Angyalok menedéke #16 – #19 | Angyalok menedéke #16 – #19                                                                            | 2000           |
| 2001      | Angyalok menedéke #20 Hakusaku Cain #5 (God Child) Ludwig Kakumei 3 (Csipkerózsika) Meine Liebe (karakterdizájn) Nedzsi (act 3)                                                        | Angyalok menedéke #20 Hakusaku Cain #5 1. rész Ludwig Kakumei (videójáték) Nedzsi                      | 2001 2004 2001 |
| 2002      | Hakusaku Cain #5 (God Child 2) Hakusaku Cain #5 (God Child 3) Hakusaku Cain #5 (God Child 4)                                                                                           | Hakushaku Cain #5 2. rész Hakushaku Cain #5 3. rész Hakusaku Cain #5 4. rész                           | 2002           |
| 2003      | Blood Hound (1. rész) Hakusaku Cain #5 (God Child 5) Hakusaku Cain #5 (God Child 6) Hakusaku Cain #5 (God Child 7)                                                                     | Jorugata Aidzsin Szenmonten Hakusaku Cain #5 5. rész Hakusaku Cain #5 6. rész Hakusaku Cain #5 7. rész | 2004 2003      |
| 2004      | Hakusaku Cain #5 (God Child 8) Ludwig Kakumei 4 (Kékszakáll) Blood Hound (2. rész) Blood Hound (3. rész) 0 no Szókósi Psycho Knocker Blood Hound (4. rész) Hakusaku Cain Collection #1 | Hakushaku Cain #5 8. rész Ludwig Kakumei Jorugata Aidzsin Szenmonten --- Hakusaku Cain (új kiadás)     | 2004 --- 2004  |
| 2005      | Hakusaku Cain Collection #2 Jószei Hjóhon #1 | Hakushku Cain (új kiadás) Jószei Hjóhon #1                                                             | 2005           |
| 2006      | Jószei Hjóhon #2 | Jószei Hjóhon #2                                                                                       | 2006           |
| Források: | | |                |

## Művészeti könyvek
Juki Kaori-nak két művészeti könyve jelent meg. Az első Tensi Kinrjóku #1 Angel Cage (由貴香織里画集　天使禁猟区 #1 ANGEL CAGE; Hepburn: Tenshi Kinryōku #1 Angel Cage) címen 1997 júliusában, a második Tensi Kinrjóku #2 Lost Angel (由貴香織里画集　天使禁猟区 #2 失墜天使; Hepburn: Tenshi Kinryōku #2 Lost Angel) címen 2000 októberében.

## Magyarul megjelent művei
- Angyalok menedéke. Ásziá, az anyagi világ, 1-5.; ford. Oroszlány Balázs; Delta Vision, Bp., 2008–2012
  - 1. Elektronikus angyal; 2008
  - 2. Síró játék; 2008
  - 3. Bűnösök; 2008
  - 4. Alászállás; 2009
  - 5. Hádész; 2012